# 174 a. C.
El año 174 a. C. fue un año del calendario romano prejuliano. En el Imperio romano, fue conocido como el año 580 Ab Urbe condita.

## Acontecimientos
- Hispania Romana: Publio Furio Filo, pretor de Hispania Citerior; Servilio Cepión en Hispania Ulterior.[1]